# Coupe de Pologne féminine de football 2018-2019
Navigation
Coupe de Pologne 2017-2018 Coupe de Pologne 2019-2020
La Coupe de Pologne de football féminin 2018-2019 (Puchar Polski Kobiet w piłce nożnej 2018-2019 en polonais) est la 35e édition de la Coupe de Pologne. 

## Compétition
Une phase d'élimination entre 14 clubs de L1 et les 4 plus faibles de l'Ekstraklasa se déroule au préalable (du 11 octobre au 18 octobre). 
Les 8 meilleures équipes de l'Ekstraklasa (E) commencent en 8e de finales.

### Huitièmes de finale
| Club (division)               | Score  | Club (division)        | Date             |
| ----------------------------- | ------ | ---------------------- | ---------------- |
| Włókniarz Białystok (L1)      | 0 - 8  | UKS SMS Łódź (E)       | 28 novembre 2018 |
| Medyk II Konin (L1)           | 0 - 3  | AZS PWSZ Wałbrzych (E) | 28 novembre 2018 |
| KKP Bydgoszcz (L1)            | 5 - 4  | Olimpia Szczecin (E)   | 28 novembre 2018 |
| Olimpia II Szczecin (L1)      | 1 - 15 | Medyk Konin (E)        | 7 novembre 2018  |
| Sokół Kolbuszowa Dolna (L1)   | 0 - 9  | Górnik Łęczna (E)      | 28 novembre 2018 |
| Rysy Bukowina Tatrzańska (L1) | 3 - 4  | AZS UJ Kraków (E)      | 7 novembre 2018  |
| Rolnik Biedrzychowice (L1)    | 4 - 5  | Mitech Żywiec (E)      | 10 novembre 2018 |
| Czarni Sosnowiec (E)          | 2 - 0  | GKS Katowice (L1)      | 28 novembre 2018 |

### Quarts de finale
| Club (division)    | Score | Club (division)        | Date            |
| ------------------ | ----- | ---------------------- | --------------- |
| KKP Bydgoszcz (L1) | 0 - 3 | Czarni Sosnowiec (E)   | 17 février 2019 |
| UKS SMS Łódź (E)   | 3 - 1 | AZS PWSZ Wałbrzych (E) | 16 février 2019 |
| Medyk Konin (E)    | 6 - 0 | Mitech Żywiec (E)      | 26 janvier 2019 |
| Górnik Łęczna (E)  | 2 - 1 | AZS UJ Kraków (E)      | 16 février 2019 |

### Demi-finales
| Club (division)      | Score | Club (division)   | Date       |
| -------------------- | ----- | ----------------- | ---------- |
| Czarni Sosnowiec (E) | 5 - 4 | UKS SMS Łódź (E)  | 5 mai 2019 |
| Medyk Konin (E)      | 2 - 1 | Górnik Łęczna (E) | 5 mai 2019 |

### Finale
| Club (division)      | Score | Club (division) | Date         |
| -------------------- | ----- | --------------- | ------------ |
| Czarni Sosnowiec (E) | 3 - 4 | Medyk Konin (E) | 19 juin 2019 |

## Meilleures buteuses
- 7 buts - Anna Gawrońska (Medyk Konin)
- 6 buts - Dominika Kopińska (Medyk Konin)
- 5 buts - Patrícia Hmírová (Czarni Sosnowiec)